# Кендырь сарматский
Кендырь сарматский (лат. Poacynum sarmatiense) — вид растений рода Кендырь (Poacynum) семейства Кутровые (Apocynaceae), распространённый в Восточной Европе, Крыму и на Северном Кавказе.

## Ботаническое описание

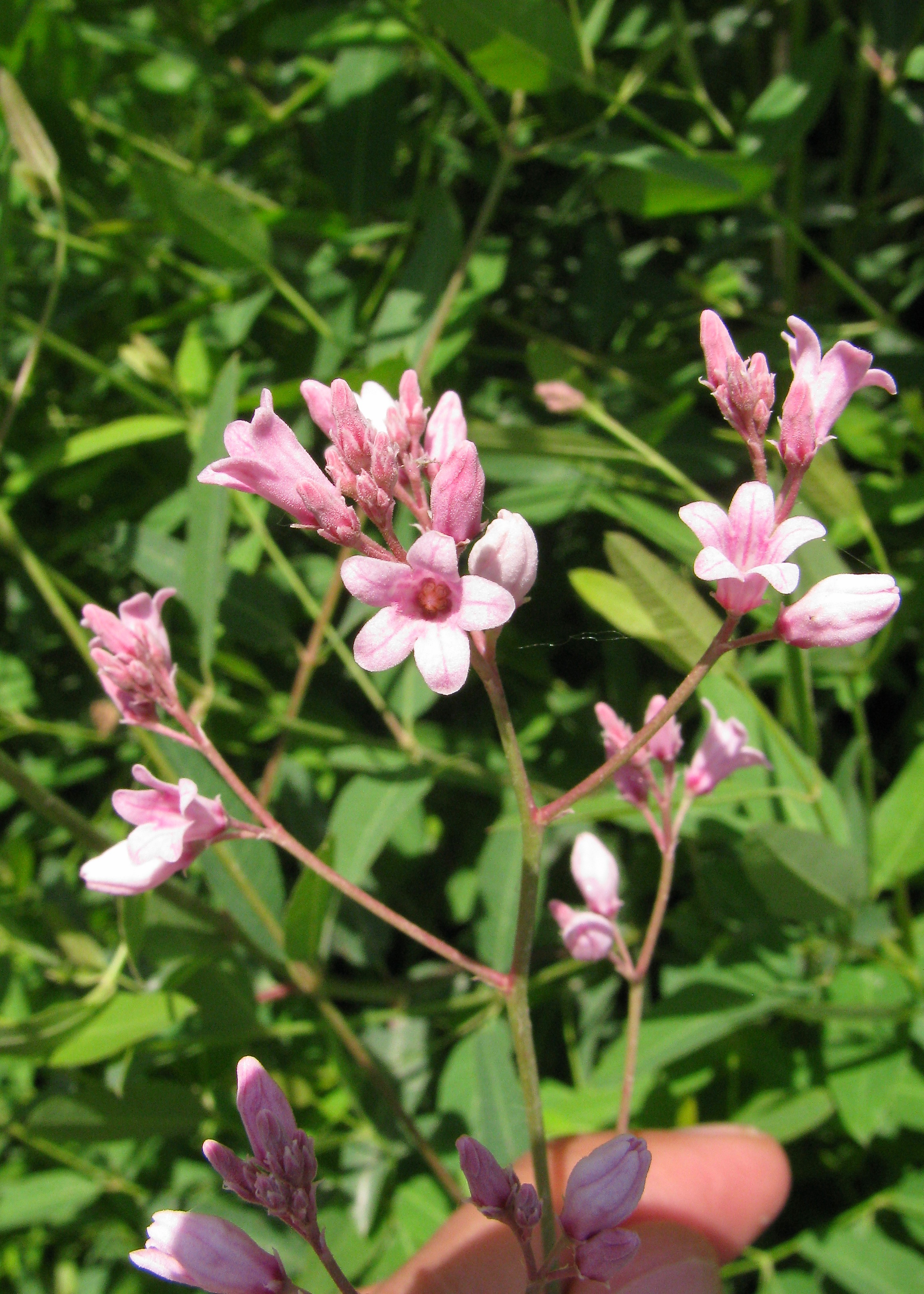
Соцветие

Полукустарник с высоким прямостоячим стеблем до 100—150 см высотой. Листья супротивные, от яйцевидно-продолговатых до ланцетных, на конце с остроконечием.
Цветки мелкие, пурпуровые, иногда фиолетовые, собраны на концах ветвей в негустые полузонтики. Венчик колокольчатый с пятью лопастями и с пятью рубчиками у основания трубки венчика, расположенных против долей отгиба. Тычинок пять, прикрепленных к основанию трубки венчика, нити их короткие, расширенные. Цветёт в июне—июле.

## Синонимы
- Apocynum armenum subsp. sarmatiense (Woodson) V.E.Avet.
- Apocynum venetum subsp. sarmatiense (Woodson) ined.
- Apocynum sarmatiense (Woodson) Wissjul.
- Trachomitum sarmatiense Woodson
- Trachomitum venetum subsp. sarmatiense (Woodson) V.E.Avet.